# OTP Bank (Republica Moldova)
OTP Bank (până în 2021 Mobiasbanca) este o bancă comercială din Republica Moldova. A fost înființată la 4 iulie 1990. Din 2019, pachetul majoritar de acțiuni este deținut de OTP Bank Nyrt.